# كلافس برون يورغنسن
كلافس برون يورغنسن (بالدنماركية: Klavs Bruun Jørgensen)‏ مواليد 3 أبريل 1974 في كوبنهاغن، هو لاعب كرة يد دانمركي معتزل كان يلعب كظهير أيمن وهو مدرب حالي. يدرب حاليا منتخب الدنمارك لكرة اليد للسيدات. مثل منتخب الدنمارك لكرة اليد. شارك في دورة الألعاب الأولمبية الصيفية سنة 2008. حقق المركز الثالث في بطولة أوروبا لكرة اليد للرجال 2002.

## سجل المنافسة
شارك في البطولات التالية (كمدرب):
- بطولة العالم لكرة اليد للسيدات 2015
- بطولة أوروبا لكرة اليد للسيدات 2016

## الميداليات
| الميدالية | المسابقة                           |
| --------- | ---------------------------------- |
| برونزية   | بطولة أوروبا لكرة اليد للرجال 2002 |
| برونزية   | بطولة أوروبا لكرة اليد للرجال 2004 |

## روابط خارجية
- كلافس برون يورغنسن على موقع الاتحاد الأوروبي لكرة اليد (الإنجليزية)
- كلافس برون يورغنسن على موقع اللجنة الأولمبية الدولية (الإنجليزية)
- كلافس برون يورغنسن على موقع أوليمبيديا (الإنجليزية)